# Opus (film)
Opus is een Amerikaanse thriller uit 2025, geschreven en geregisseerd door Mark Anthony Green en zijn speelfilmregiedebuut. De hoofdrollen worden vertolkt door Ayo Edebiri en John Malkovich.

## Verhaal
Ariel Ecton, een jonge journaliste, wordt uitgenodigd naar het afgelegen complex van een legendarische popster Alfred Moretti, die dertig jaar geleden op mysterieuze wijze verdween. Omringd door fans van de ster en dronken journalisten, bevindt ze zich midden in zijn verwrongen plan, want er lijkt meer aan de hand te zijn met haar held dan op het eerste gezicht duidelijk is.

## Rolverdeling
| Acteur             | Personage      |
| ------------------ | -------------- |
| Ayo Edebiri        | Ariel Ecton    |
| John Malkovich     | Alfred Moretti |
| Amber Midthunder   | Belle          |
| Murray Bartlett    | Stan Sullivan  |
| Stephanie Suganami | Emily Katz     |
| Young Mazino       | Kent           |
| Tatanka Means      | Najee          |

## Productie
Opus is het speelfilmregiedebuut van Mark Anthony Green, die ook het scenario schreef. De film wordt gedistribueerd door A24. De film zal originele muziek bevatten, geschreven door Nile Rodgers en The-Dream.
De filmopnames gingen in november 2023 van start in Pojoaque, New Mexico.

## Release en ontvangst
Opus ging op 27 januari 2025 in première op het Sundance Film Festival in de Midnight-sectie. De film werd op 14 maart 2025 uitgebracht in de Amerikaanse bioscopen. De film kreeg middelmatige kritieken van de filmcritici, met een score van 41% op Rotten Tomatoes, gebaseerd op 113 beoordelingen.